# Prisega na loptalištu
Prisega na loptalištu (fr. serment du jeu de paume) je dokument koji je potpisalo 577 članova francuskog Trećeg staleža (koji se 17. lipnja 1789. prozvao Narodnom skupštinom) na zasjedanju Skupštine državnih staleža 20. lipnja 1789. u Versaillesu. To se općenito smatra jednim od ključnih trenutaka Francuske revolucije.
Jacques Necker, ministar financija Luja XVI., predložio je kralju da održi séance royale (Kraljevsku sjednicu) i pokuša pomiriti staleže. Kralj je pristao, ali nijedan od tri staleža (vidi Francuski državni staleži) nije formalno obaviješten o odluci da se održi Kraljevska sjednica. Sva su druga zasjedanja trebala biti na čekanju dok se ne održi séance royale.
Ujutro 20. lipnja zastupnici su se zaprepastili kad su zatekli vrata sabornice zaključana i pod stražom. Bojeći se najgorega i strepeći od kraljevskog udara, zastupnici su se okupili u obližnjem zatvorenom loptalištu (igralištu za skvoš ili rukomet), gdje su zajedno svečano zaprisegnuli "da se nikad neće razdvajati i da će se sastajati gdje god to zatraže okolnosti, sve dok se ustav kraljevstva ne uspostavi i ne potvrdi na čvrstim temeljima".
Zastupnici su se obvezali da će se dalje sastajati sve dok se ne napiše ustav, unatoč kraljevskoj zabrani. Prisegu je potpisalo 577 ljudi, a samo je jedan odbio. Prisega je bila revolucionarni čin, ali i proglas da se političke ovlasti temelje na narodu i njegovim zastupnicima, a ne na kralju.